# Kostel Nejsvětější Trojice (Verušičky)
Kostel Nejsvětější Trojice je římskokatolický kostel zasvěcený Nejsvětější Trojici v obci Verušičky v okrese Karlovy Vary. Pochází z 18. století. Od roku 2000 je chráněn jako kulturní památka České republiky. V letech 2011–2022 prošel komplexní opravou. 

## Historie
Kostel zasvěcený Nejsvětější trojici vystavěl stavitel Hermann Franz Ladislaus Neßlinger von Schelchengrabem. K vysvěcení kostela došlo 19. října 1740. V roce 1882 byla v kostelíku zřízena hrobka rodiny Hetzl von Heldorf, ale ta byla roku 1946 rozkradena. V roce 1927 došlo k renovaci díky nevlastní matce jednoho ze statkářů, která žila na místním zámku.
Kostel, ve kterém byl v 50. letech ustájený dobytek, se postupně dostal do havarijního stavu. K jeho zkáze přispěli vandalové, kteří rozkradli vybavení a vyřezali trámy, což vedlo k propadu střechy. Opakovaně se vloupali i do krypty, odkud vynesli ostatky posledního zámeckého pána Verušiček Karla Hetzela a jeho syna. Obec se proto rozhodla okno do krypty zabetonovat. 
Kostel pak byl ponechán ve stavu řízeného chátrání. V roce 2011 začal místní starosta Petr Kvasnička za podpory místních obyvatel jednat s projektantem o záchraně kostela. V roce 2013 bylo vydáno stavební povolení a kostel pak prošel komplexní opravou. Obec také nechala slavnostně znovu pohřbít ostatky rodiny Hetzelů do opravené a znovu vysvěcené krypty. Kromě obecního rozpočtu byla rekonstrukce financována z programu na záchranu architektonického dědictví ministerstva kultury. Kostel by měl kromě bohoslužeb sloužit i ke svatbám, koncertům nebo výstavám.

## Stavební podoba
Stavba je obdélníková s užším presbytářem a postranním rozšířením pro sakristii a kapli. Po rozšíření zbyl jen kousek zdi. V interiéru kostela bývaly tři oltáře; oltář Srdce Ježíšova byl vysvěcen roku 1922.

## Galerie

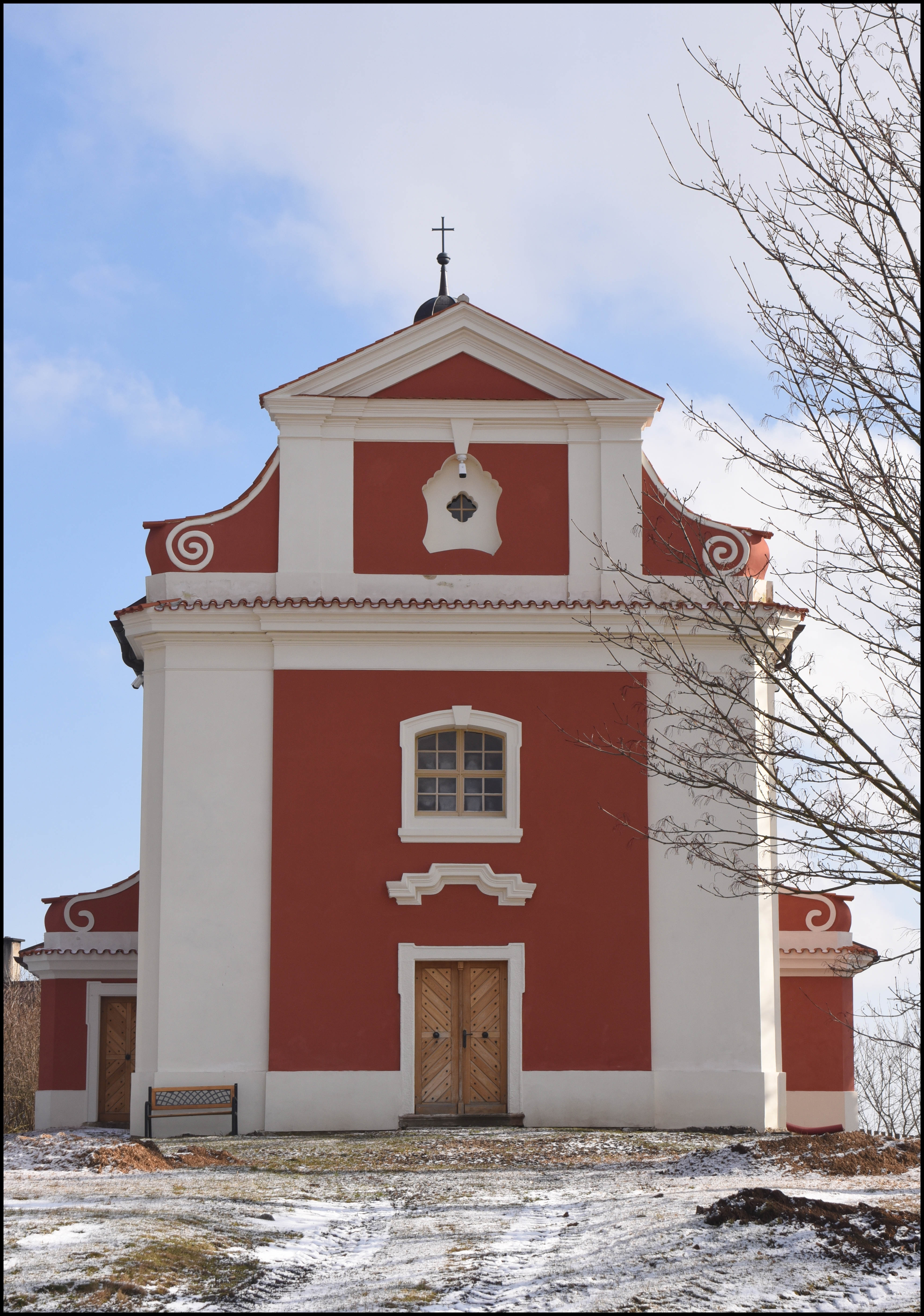
Vstupní průčelí, stav 2023
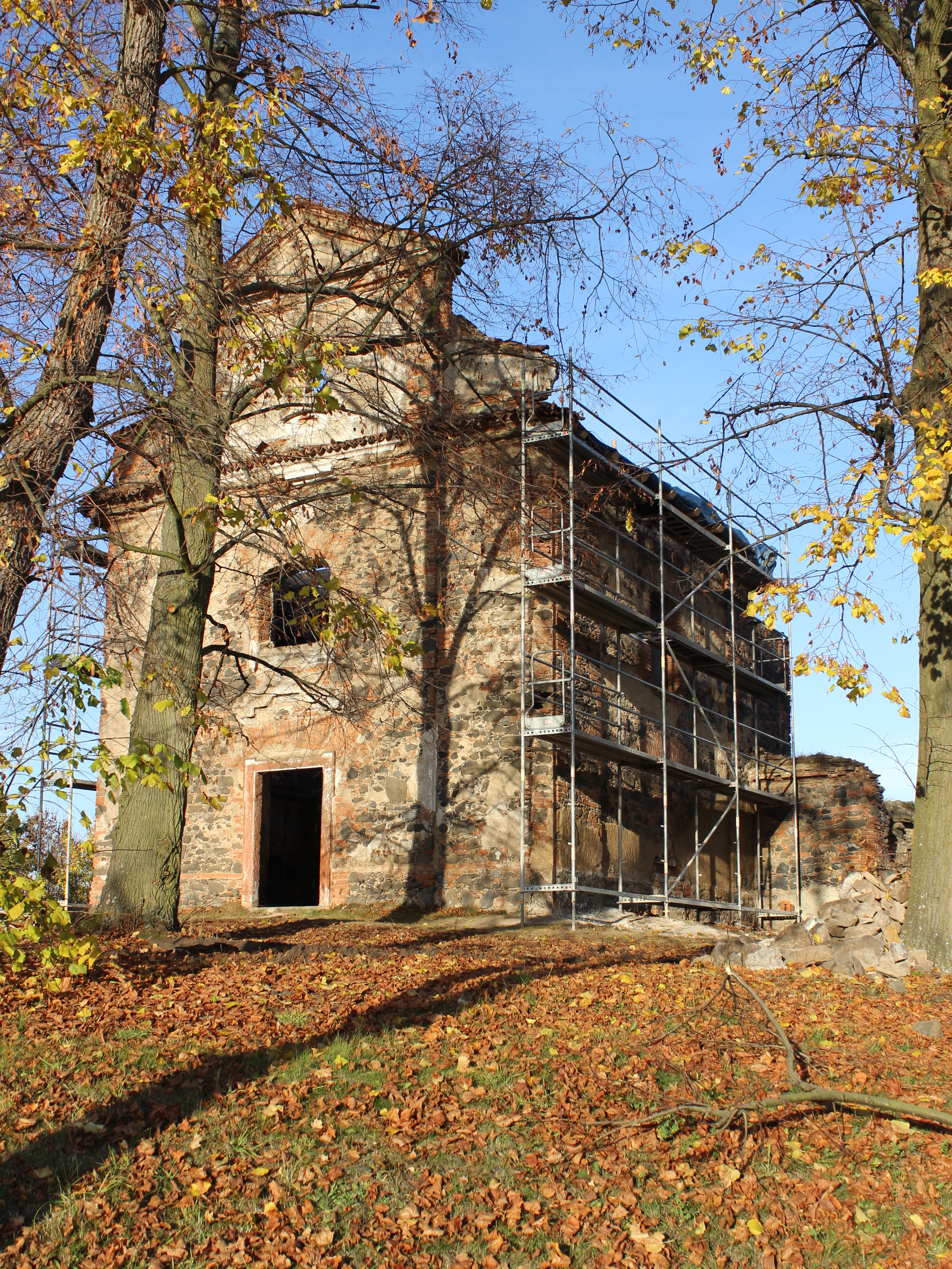
Rekonstrukce kostela, 2015
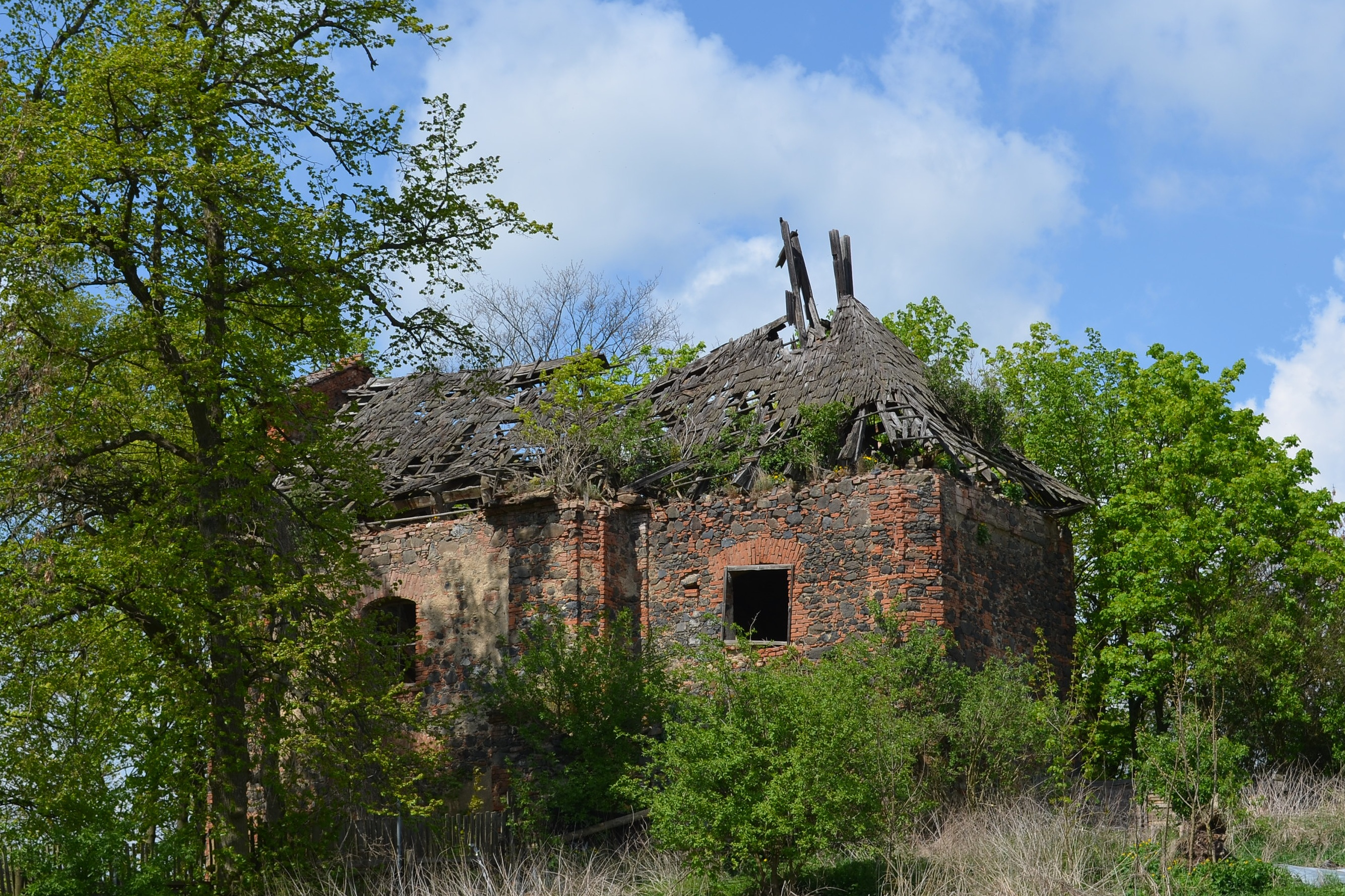
Stav v roce 2014
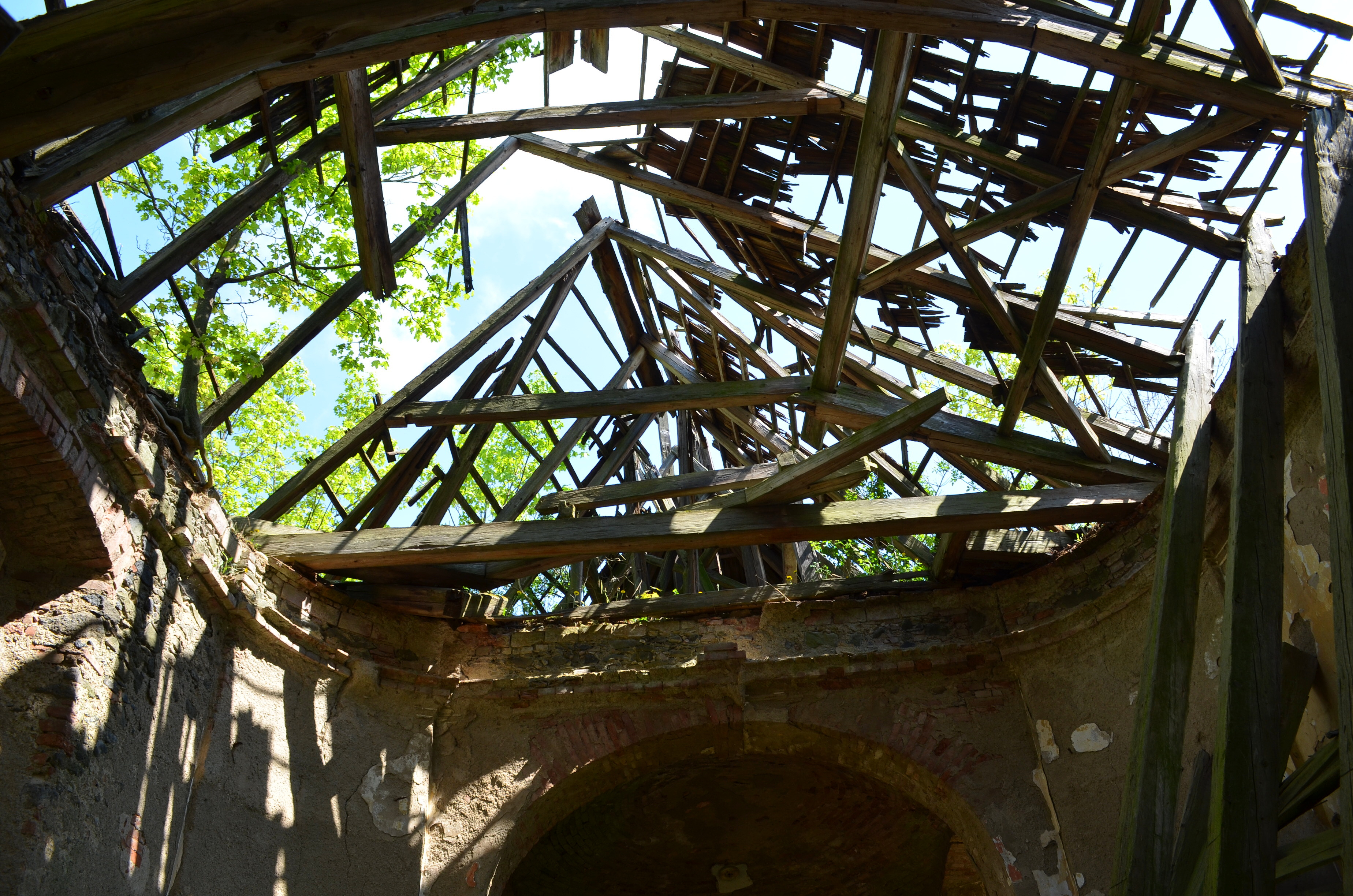
Krov a střecha, stav 2014
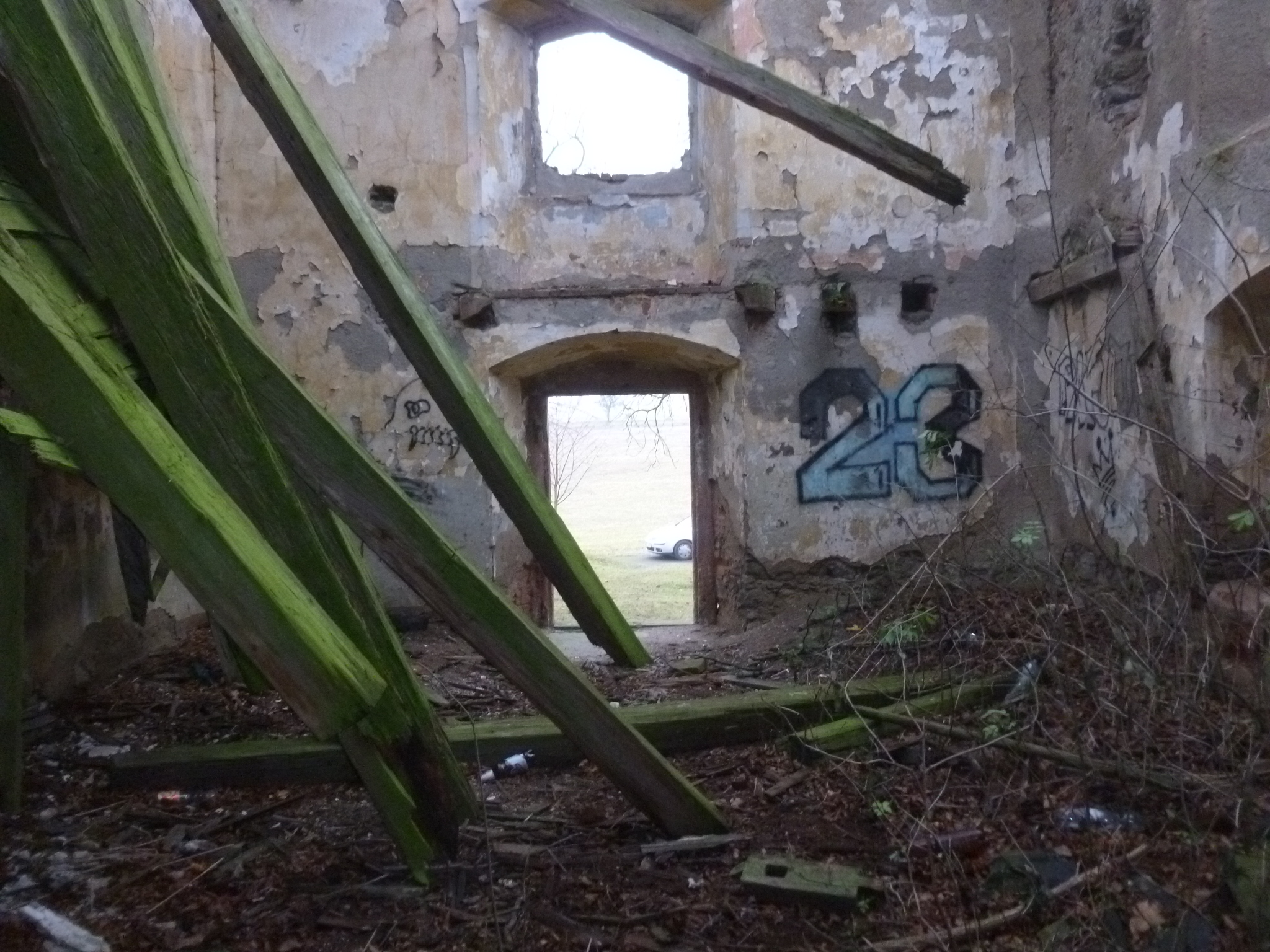
Interiér, stav 2012